# Банчи, Амедео
Амедео Банчи (итал. Amedeo Banci, 18 августа 1925, Фавиньяна — 24 декабря 2013, Леричи, Лигурия) — итальянский хоккеист (хоккей на траве) и футболист, нападающий. Участник летних Олимпийских игр 1952 года.

## Биография
Амедео Банчи родился 18 августа 1925 года в Риме (по другим данным, в Трапани или Фавиньяне).
Играл в футбол на позиции нападающего. В сезоне-1950/51 выступал в Серии B за «Специю», провёл 22 матча, забил 4 мяча.
Играл в хоккей на траве за «Институто национале делла превиденца социале» (ИНПС) из Рима.
В 1952 году вошёл в состав сборной Италии по хоккею на траве на летних Олимпийских играх в Хельсинки, поделившей 9-12-е места. Играл на позиции нападающего, провёл 2 матча, мячей не забивал.

## Увековечение
Введён в Зал славы Федерации хоккея на траве Италии.